# Parallellklanger
Parallellklanger kallas i den musikaliska funktionsläran två klanger som är besläktade med varandra på samma sätt som parallelltonarter. 
De ligger med avstånd av en liten ters från varandra, t. ex. C-dur och A-moll. I förra fallet består treklangen av tonerna c-e-g, i det senare a-c-e, och två toner är alltså gemensamma.